# Driessenia winkleri
Driessenia winkleri är en tvåhjärtbladig växtart som beskrevs av Célestin Alfred Cogniaux. Driessenia winkleri ingår i släktet Driessenia och familjen Melastomataceae. Inga underarter finns listade i Catalogue of Life.